# 徐鍵 (成化進士)
徐鍵（1448年—？），字啟之，福建建寧左衛人，官籍，明朝政治人物。

## 生平
福建鄉試第三十五名舉人。成化二十三年（1487年）中式丁未科會試第二百十四名，二甲第八十九名進士。歷官户部郎中，弘治十四年往理宁夏边储。升高州府知府，正德三年（1508年）正月考察冠带闲住。

## 家族
曾祖徐義，贈都指揮僉事；祖父徐侃；父徐祐，母羅氏。严侍下。